# HD 145934
HD 145934 — одиночная звезда в созвездии Геркулеса на расстоянии приблизительно 748 световых лет (около 229 парсек) от Солнца. Видимая звёздная величина звезды — +8,61m.
Вокруг звезды обращается, как минимум, одна планета.

## Характеристики
HD 145934 — оранжевый гигант спектрального класса K0III, или K0. Масса — около 1,748 солнечной, радиус — около 6,72 солнечного, светимость — около 22,623 солнечной. Эффективная температура — около 4722 K.

## Планетная система
В 2015 году группой астрономов было объявлено об открытии планеты HD 145934 b.